# Puerto de La Habana
El Puerto de La Habana  es el puerto de la capital de la isla y nación caribeña de Cuba, y es el principal puerto cubano (no incluyendo la base naval de la Bahía de Guantánamo, un territorio en régimen de arrendamiento y/o ocupación por los Estados Unidos). La mayoría de los buques que llegan a la isla lo hacen por el puerto de La Habana. Otras ciudades portuarias en Cuba incluyen Cienfuegos, Matanzas, Manzanillo y Santiago de Cuba. 
El puerto fue creado a partir de la Bahía natural de La Habana que es accesible por una entrada estrecha que se divide en tres puertos principales: Marimelena, Guanabacoa, y Atarés.
Fue fortificada por los españoles en el siglo XVI, que en 1553 transfirieron la residencia del gobernador a La Habana desde Santiago de Cuba en el extremo oriental de la isla, haciendo de La Habana la capital de facto. La importancia de estas fortificaciones fue rápidamente reconocida por los ingleses, franceses, y los merodeadores del mar neerlandeses que atacaron la ciudad en el siglo XVI. Las fortificaciones posteriores incluyeron la Fortaleza de San Carlos de la Cabaña, conocida como La Cabaña o Fuerte de San Carlos, construida en el siglo XVIII en el lado oriental elevada en la entrada del puerto como el mayor complejo de fortaleza en toda América.